# Contea di Decatur (Kansas)
La contea di Decatur, in inglese Decatur County, è una contea dello Stato del Kansas, negli Stati Uniti. La popolazione al censimento del 2010 era di 2 961 abitanti. Il capoluogo di contea è Oberlin.
Il nome della contea è in onore del comandante Stephen Decatur jr. (1779-1820).

## Comuni
- Oberlin - city
- Norcatur - city
- Jennings - city
- Clayton - city
- Dresden - city

 Census-designated place 
- Allison
- Cedar Bluffs
- Kanona
- Leoville
- Lyle
- Traer